# ويليام غوردون (قسيس)
ويليام غوردون (بالإنجليزية: William Gordon) هو قسيس أمريكي، ولد في 1918 في إيدن في الولايات المتحدة، وتوفي في 1994 في ميدلاند في الولايات المتحدة.